# Eburia inermis
Eburia inermis es una especie de escarabajo longicornio del género Eburia, tribu Eburiini, familia Cerambycidae. Fue descrita científicamente por Fleutiaux & Sallé en 1889.
Se distribuye por Guadalupe y Martinica.

## Descripción
La especie mide 16-23 milímetros de longitud. El período de vuelo ocurre en los meses de febrero, marzo, abril y mayo.